# Gabriel Mälesskircher

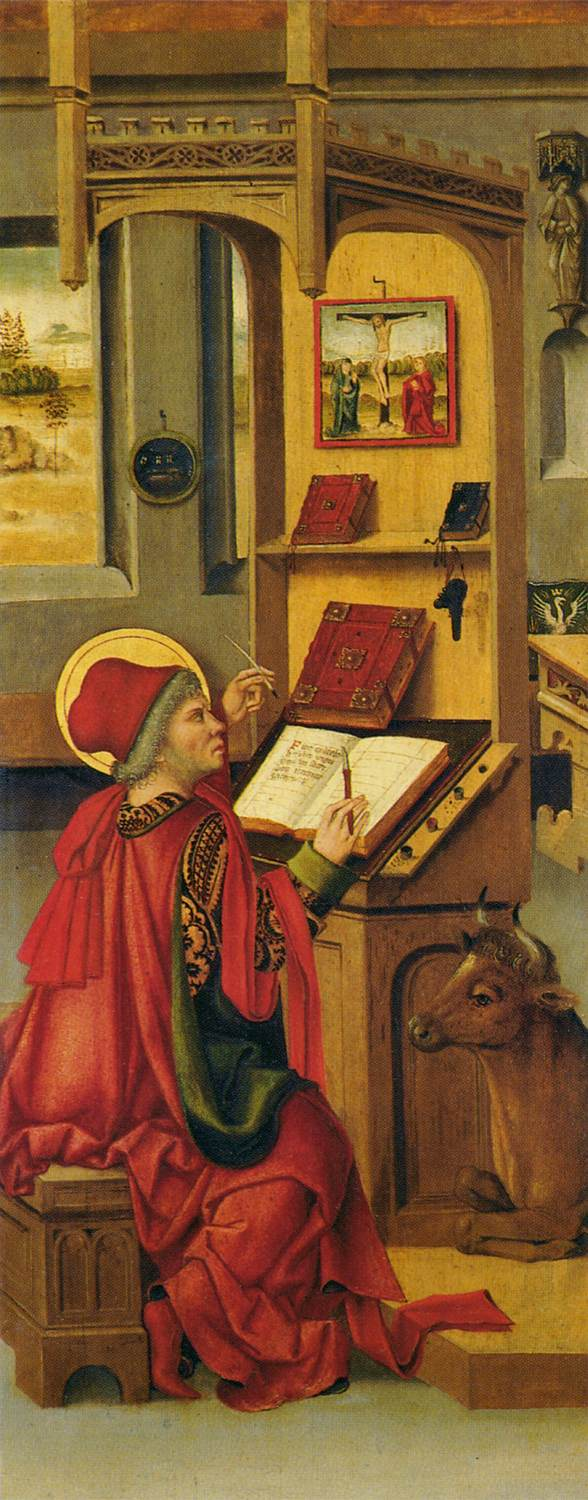
Hl. Lukas aus der ehemal. Benediktinerabtei Tegernsee (1478), heute im Museo Thyssen-Bornemisza, Madrid

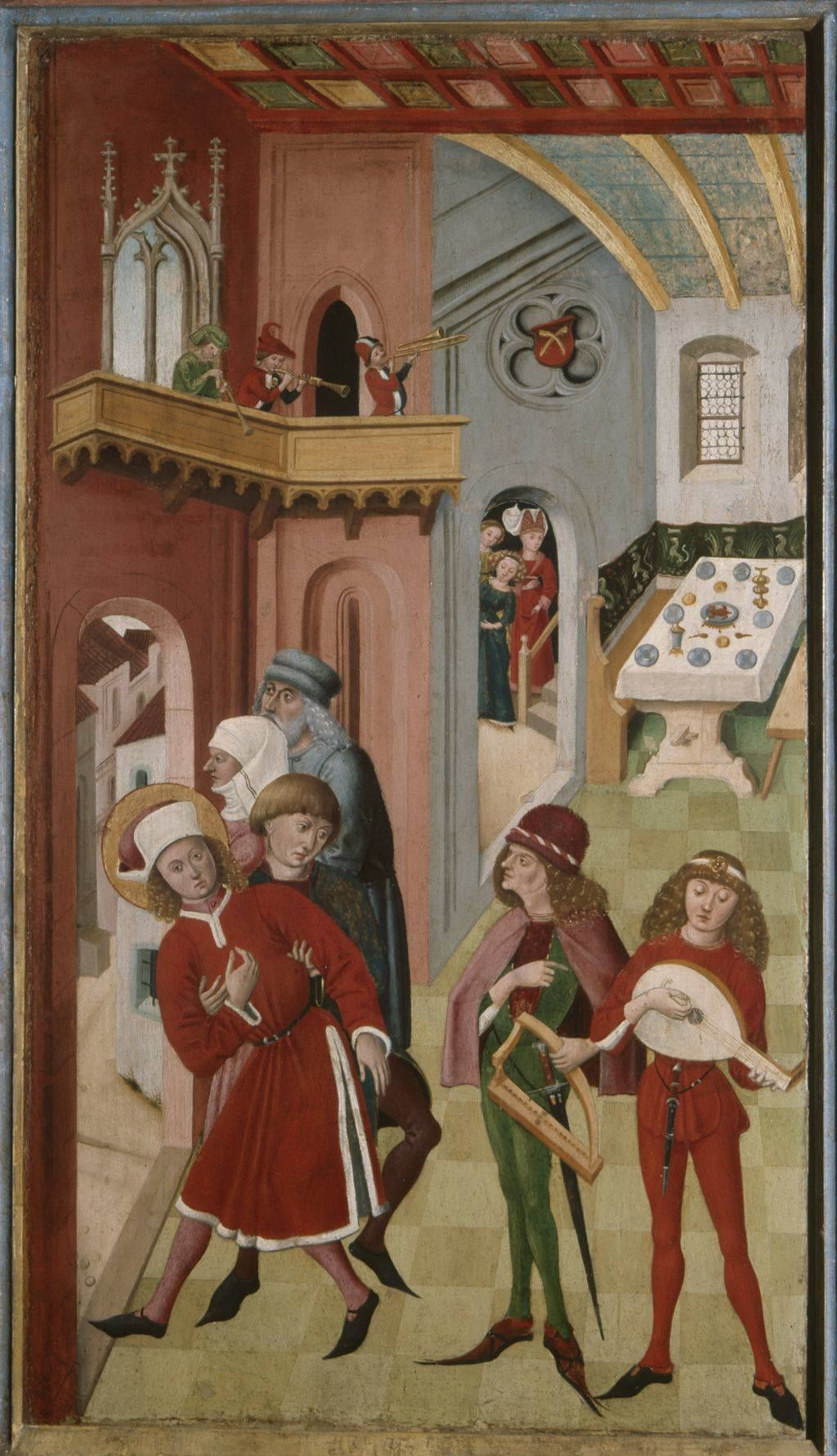
Veitsaltar, Versuchungen des hl. Veit

Gabriel Mälesskircher (auch Mäleßkircher) (* um 1425 oder um 1430; † um 1495) war ein ab etwa 1460 in München tätiger Maler und Bürgermeister. Er wird als Vertreter der um etwa 1460 einsetzenden „zweiten Münchner Malerschule“ angesehen, die besonders intensiv die Neuerungen der Altniederländischen Malerei aufgriff.

## Leben
Mälesskircher ließ sich 1459/60 in München nieder und ist urkundlich seit 1461 dort nachweisbar. Damit trat er in Konkurrenz zu dem eine Generation älteren Meister der Pollinger Tafeln (Hans Gleismüller), der bereits seit den 1430er Jahren eine große Werkstatt in München führte. Mälesskircher stand mehrfach an der Spitze der Münchner Malerzunft, gehörte seit 1469 dem Rat an und wurde 1485 zweiter Bürgermeister. In diesem Jahr erwarb er auch das Schloss Kempfenhausen am Starnberger See.
Er war mit der Schwester des Tegernseer Abts Konrad V. Ayrenschmalz aus dem Geschlecht Ayrnschmalz verheiratet und hat deshalb große Aufträge für das Kloster Tegernsee ausgeführt. Die von ihm in den Jahren 1474 bis 1479 geschaffenen Ausstattungsstücke gelangten nach der Säkularisation in die Galerie Schloss Schleißheim, das Bayerische Nationalmuseum und in die Alte Pinakothek in München.
In Mälesskirchers produktiver Münchener Werkstatt arbeitete um 1471 als Altgeselle der Nürnberger Michael Wolgemut.
Nach ihm ist die Mäleßkircherstraße in München-Daglfing benannt.

## Werk
Über das Werk von Mälesskircher entstand anfangs Verwirrung, da er mit dem Maler des älteren Tegernseer Altares (Tabula Magna) aus der Zeit um 1444 identifiziert wurde, der in Wirklichkeit durch Gabriel Angler, also einem Vertreter der Vorläufergeneration geschaffen wurde. Mälesskircher war aber ein Nachfolger von Gabriel Angler und wird als Vertreter der „zweiten Münchner Malerschule“ bezeichnet.
Von Mälesskircher sind unter anderem folgende Werke erhalten:
- Kloster Fürstenfeld in Fürstenfeldbruck: zwei Flügelbilder in der Sakristei: Geburt Christi, Pfingstfest, um 1470 (zugeschrieben, es wird die Mitarbeit von Sigmund Gleismüller (= Meister von Mörlbach) angenommen)[2]
- Zwischen 1474 und 1478 entstand eine Altarausstattung (13 Tafeln) für die Klosterkirche Tegernsee (nicht aber der Tegernseer Passionsaltar). Einige Tafeln (Bilder der vier Evangelisten, der hl. Lukas malt die Jungfrau Maria, der hl. Matthäus zähmt den Drachen, Wunder am Grab des hl. Johannes, Martyrium des hl. Markus) befinden sich heute im Museo Thyssen-Bornemisza in Madrid, andere in der Staatsgalerie Burghausen.
- München, Salvatorkirche: Im Portalvorbau Verkündigung, segnender Christus, Muttergottes, Mitglieder der Familie Ridler, um 1475 (zugeschrieben)
- Ein Bildnis des Kaisers Ludwig der Bayer ist als Miniatur im Rechtsbuch der Stadt München erhalten.
- Die Heiligen Christoph und Onuphrius (Museum Georg Schäfer, Schweinfurt)

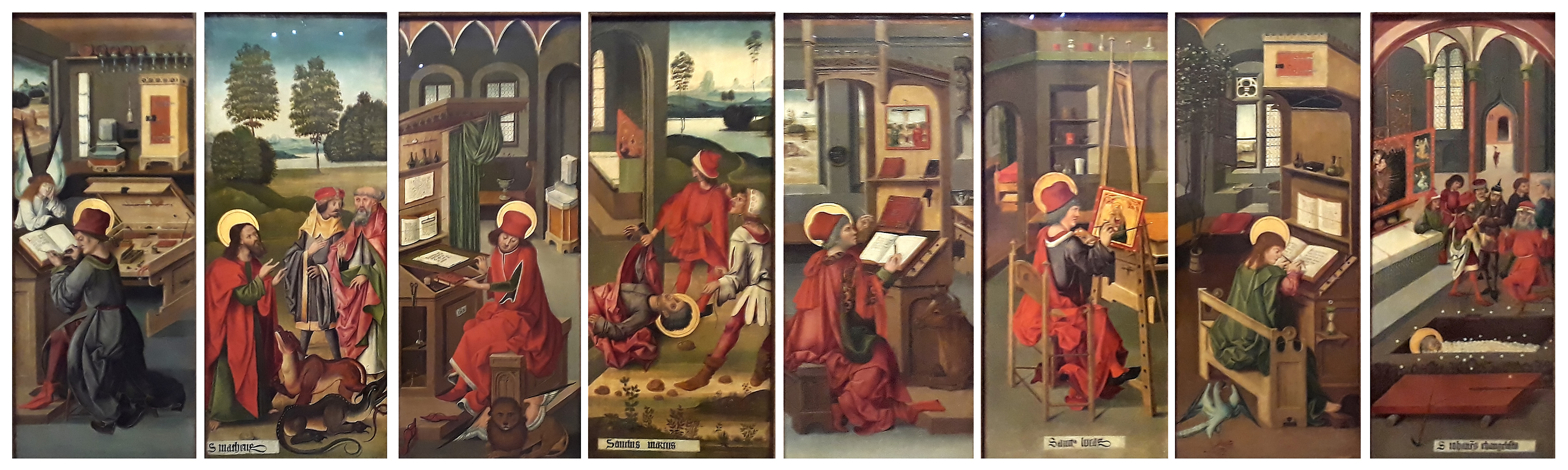
Gabriel Malesskircher: Altar aus der Klosterkirche Tegernsee (1478)